# Rąbień AB
Pour l’article homonyme, voir Rąbień.
Rąbień AB est une localité polonaise de la gmina d'Aleksandrów Łódzki, située dans le powiat de Zgierz en voïvodie de Łódź.